# Personaggi di The Brak Show
I personaggi di The Brak Show sono tutti i personaggi apparsi nell'omonima serie televisiva d'animazione. Il character design di ogni personaggio è curato dal personale di Wild Hare Studios e da quello di altre case di produzione come Radical Axis e Big Deal Cartoons.

## Personaggi principali

### Brak
Voldemar H. "Brak" Guerta è il protagonista della serie. Come per Zorak, Moltar e Sisto, è apparso originariamente come antagonista nella serie animata Space Ghost. È un gatto antropomorfo e pirata dello spazio, ritratto nella serie come un giovane adolescente del liceo che vive stravaganti disavventure con il suo amico Zorak. È ingenuo, credulone e spensierato e spesso fraintende le altre persone, tendendo a distrarsi facilmente. Mantiene sempre un atteggiamento amichevole nei confronti degli altri inventando solitamente battute sciocche o freddure per alleggerire l'atmosfera, portandolo la maggior parte delle volte a cantare improvvisamente per esprimere i suoi sentimenti. Ciò lo porta inconsapevolmente a infastidire gli altri, talvolta creando problemi o mettendosi in pericolo, tendendo successivamente a dimenticarsi rapidamente dell'accaduto. Quando si arrabbia mostra maggiormente il suo comportamento infantile, scoppiando in forti singhiozzi. Le sue buffonate parodiano alcune scene tratte da alcune sitcom come Lucy ed io e Il carissimo Billy. Come rivelato in un episodio di Cartoon Planet, in risposta alla lettera di un telespettatore, la stupidità di Brak è dovuta al fatto che Space Ghost l'ha gettato in una nuvola di polvere spaziale alla fine dell'episodio The Lure di Space Ghost e Dino Boy, facendolo subire grandi danni cerebrali e trasformandolo in un "ballerino". Nel doppiaggio originale è interpretato da Andy Merrill.

### Zorak
Zorak Robert Jones è il miglior amico di Brak. È un bullo arrogante, cattivo, acido, sociopatico e sadico che tende spesso ad insultare e a spingere quelli che incontra. Si diletta nel diffondere dolore e caos in modo meschino, portandolo talvolta a rubare e deridere le persone. A volte dimostra di essere un codardo scappando ogni volta al primo segno di pericolo per se stesso, nonostante discuti frequentemente con Thundercleese. Anche se Brak lo considera come il suo miglior amico, il suo sentimento pare essere unilaterale dal momento che Zorak pensa che sia stupido, insultandolo sempre in modo schietto. Nonostante ciò esce spesso con lui, usandolo o semplicemente per approfittare della sua natura credulona. Zorak possiede anche un lato squallido e donnaiolo, portandolo a commentare la madre di Brak o in generale a oggettificare le donne. Nel doppiaggio originale è interpretato da C. Martin Croker e Lewis Black (canto).

### Dad
Javier Guerta "Dad" è il padre di Brak e marito di Mom. Porta i cappelli lisci e ha dei baffi disegnati a matita. Solitamente indossa un maglione rosso, una cravatta arancione e dei pantaloni blu con scarpe marroni e bianche. Ha un accento cubano e, a volte, quando è infastidito o irritato, pronuncia finte imprecazioni spagnole. Non ha alcun nome reale dal momento che viene chiamato così da tutti indipendentemente dal loro rapporto con lui. A differenza di Mom, non aiuta mai in casa ed è disoccupato dal 1984. Nonostante ciò tende a consigliare e corteggiare la moglie con gesti romantici o sessuali, approfittandosi della sua gentilezza. Si preoccupa anche di Brak dandogli spesso consigli sinceri e saggi che tuttavia non si rivelano mai utili, trasformando di conseguenza queste azioni in non sequitur e in metafore contorte. È un immigrato clandestino e anche se il suo Paese di origine sia sconosciuto, guida un'auto nonostante non abbia la patente. È pigro e rozzo e spesso preferisce oziare per casa leggendo un giornale o guardando la televisione. Ha un carattere calmo e sereno, tuttavia si infastidisce molto facilmente per cose insensate. A volte dimostra di essere anche narcisista, portandolo a pensare solo a se stesso e a parlare delle sue opinioni (spesso bizzarre o palesemente sbagliate) senza considerare gli altri. Nel doppiaggio originale è interpretato da George Lowe.

### Mom
Signora Guerta "Mom" è la madre di Brak e la moglie di Dad. Nonostante sia della stessa specie di Brak, ha una struttura facciale più "umanoide" e una folta chioma bianca con un taglio a caschetto anni '50. Indossa un vestito blu e scarpe con un grembiule rosa e guanti gialli simili a quelli di Brak. È una casalinga e si prende cura di Brak e Dad per i quali cucina e pulisce la casa. Inizialmente ha un accento americano e una personalità più spensierata e gentile, risultando anche ingenua; tuttavia in seguito assume un accento britannico, diventando più dignitosa, assertiva e con poca pazienza per l'atteggiamento pigro e le scappatelle impulsive di Dad. Nel doppiaggio originale è interpretata da Marsha Crenshaw e Joanna Daniel.

## Personaggi ricorrenti
- Thundercleese, voce originale di Carey Means.

Thundercleese è il vicino robot di Brak, con un aspetto vagamente Gundam o in stile anime, che vive in una fortezza. Ha un carattere aggressivo e bellicoso e parla spesso con una voce monotona e rumorosa. È appassionato di giardinaggio, in particolare degli gnomi che lo decorano. Nonostante aiuti Brak con i suoi problemi personali, spesso gli consiglia di vendicarsi con una morte rapida e brutale. Nonostante sia stato affermato che è stato creato da un'azienda chiamata MaroccoBotix, durante i bumper di Adult Swim per festeggiare il Capodanno del 2003 è stato rivelato che è stato costruito da Fritto di Aqua Teen Hunger Force, che condivide anche lo stesso doppiatore.
- Clarence, voce originale di Andy Merrill.

Clarence è uno dei vicini di casa di Brak, oltre ad essere un suo amico. È un alieno viola paffutto con il doppio mento e le orecchie a punta che indossa un cappellino da baseball rosa con una tuta abbinata senza maglietta sotto e delle scarpe marroni per i suoi grandi piedi. Parla con una voce nasale e prepuberale. Come per Brak, ha un carattere amichevole ed energico la cui spensierata ingenuità lo porta spesso a ferirlo o a creare dei problemi. È desideroso di compiacere gli altri e prende rapidamente ordini dagli altri senza fare domande. Si spaventa facilmente ed è sensibile sia fisicamente che emotivamente, rendendolo un obiettivo primario per il bullismo di Zorak. Ama il teatro e quando è terrorizzato trova conforto indossando il prendisole e la cuffia di sua madre. 
- Sisto.

Sisto Guerta è il secondo figlio di Mom e Dad, nonché il fratello minore di Brak. È identico a Brak, tuttavia è molto più basso e indossa un'uniforme rossa e nera e degli stivali in contrasto con l'abito blu e nero di Brak. Non ha mai parlato durante la serie e le sue poche e brevi apparizioni lo mostrano mentre attraversa la cucina, flatulando rumorosamente a metà strada. Successivamente viene rapito dalla nave madre dell'alieno Pepper, dove viene cucinato e mangiato dall'equipaggio. Secondo i creatori della serie, Sisto è stato pensato originariamente per essere uno zombi che pronuncia solo la parola "Cervelli!", anche se sono state ipotizzate alcune scene in cui pronunciava "Posta!" dopo aver ricevuto la posta.
- Marlon e Merlin, voci originali di Don Kennedy e Marc Cram.

Marlon e Merlin sono due maghi di un'epoca passata. Si incontrano con Brak e Zorak, dopo il tentativo del primo di tornare indietro nel tempo per impedire la creazione dei compiti per casa. Marlon indossa una tunica blu e celeste con un cappello a punta, mentre Merlin indossa un abito rosa e verde, due bracciali arancioni e un cappello porta bibite giallo. Marlon è l'unico mago dei due ad apparire saltuariamente negli episodi successivi.
- Gol l'informatore.

Una pianta antropomorfa che lavora come giornalista per il telegiornale locale. È una pianta antropomorfa e barbuta che è cresciuta in un piccolo vaso.
- Mr. Bawk Ba Gawk.

Mr. Bawk Ba Gawk, anche noto come Earl Toadman, è una gallina con una maglietta nera e verde che rappresenta la mascotte della Jerkwater High Fighting Chickens. Viene rubata da Brak prima di una grande partita tra la Learnmore e la Jerkwater. In seguito si affeziona alla gallina, decidendo successivamente di non restituirla alla scuola.
- Cloneborg, voce originale di C. Martin Croker.

Un robot che vuole distruggere Thundercleese.
- Space Ghost, voce originale di George Lowe.

Un supereroe, conduttore di Space Ghost Coast to Coast.

## Personaggi secondari
- Phil.

Phil è "l'uomo nero" che vive nell'armadio di Brak. Ha un colorito blu, possiede due grandi corna e indossa dei pantaloncini rosa strappati. 
- Mr. Tickles, voce originale di Matt Maiellaro.

Mr. Tickles è il pesce rosso parlante di Thundercleese che vive nell'acquario della sua fortezza. Viene ucciso e scaricato nel gabinetto da Brak e Zorak dopo essersi dimenticati che "tre prosciutti l'avrebbero potuto sicuramente uccidere", come preannunciato da Thundercleese. Dopo essere mutato in un fantasma, rivela la possibilità di parlare e di avere un fratello gemello identico a lui, con la barba e il cappello, di nome Don Tickles. Ha la capacità di fare le ombre cinesi.
- Don Tickles, voce originale di Pete Smith.

Un pesce solitario con la barba e il cappello, fratello gemello di Mr. Tickles. Nonostante ciò cerca di nascondere la sua parentela, anche se viene tradito dal nome riportato nella sua cassetta delle lettere. Risiede in una casa nel fondo del lago One Fish Lake. 
- Carmine, voce originale di C. Martin Croker.

Carmine è un blob gelatinoso che vive nella gola di Zorak ed è responsabile della sua voce. Dopo essere stato colpito da Thundercleese, Zorak tossisce fino a far uscire Carmine, il quale gli consiglia di presentarsi in un talent show per via della sua nuova voce. Dopo avergli mentito sul fatto che sono al verde, Carmine decide di usare tutti i soldi guadagnati con il tour per comprare una villa. In seguito viene inghiottito nuovamente da Zorak, portandolo a riprendere la sua voce originale.
- Hippo.

Hippo è l'aragosta di peluche di Brak. In seguito viene buttato da Zorak.
- Dott. Grumbles, voce originale di Ken Osborne.

Dott. Grumbles è una bambola che Brak è riuscito ad ottenere da Thundercleese dopo che Zorak si è sbarazzato dell'altro peluche. Più tardi, Zorak scopre che la bambola è in realtà un demone vendicativo. 
- Mobab.

Mobab Von Hoffman è un polipo alieno antropomorfo proveniente dallo spazio. Viene presentato alla famiglia da Zorak inizialmente come suo amico, tuttavia si innamora di Mom e decide di portarla sul suo pianeta natale, dopo che quest'ultima accetta per far ingelosire suo marito. Indossa un cappello e un papillon.
- Madre di Mobab.

Un altro polipo alieno che risiede in una caverna. È delusa dal fatto che Mobab viva ancora con lei ed è ancora celibe.
- Creatore della MoroccoBotix.

Il proprietario dell'azienda MoroccoBotix che ha creato Thundercleese.
- Mike, voce originale di Mike Golic.

Mike è una piccola creatura volatile blu con le sopracciglia verdi e una coda a punta. Afferma di essere un "pestatore tagliente di spine dorsali", prima di essere ucciso e fatto esplodere da Thundercleese nel tentativo di diventargli amico.
- Señor Science, voce originale di Carlos Tureta.

Señor Science è il conduttore dell'omonimo programma televisivo. È un alieno verde col cappotto e gli occhiali.
- The Eye.

The Eye è un'enorme bulbo oculare fluttuante che sfida le persone in gare di sguardi. 
- Donne aliene.

Delle ragazze che Brak cerca di rimorchiare.
- Braccobaldo Bau (in originale: Huckleberry Hound).

Il cane blu protagonista di Braccobaldo Show. 
- Poppy, voce originale di Don Kennedy.

Il nonno di Brak.
- Roy "Butchy" Tuffington, voce originale di Andy Merrill.

Un ragazzo blu alieno con un jet pack, trasferitosi di recente in città. Si presenta al banco di Zorak dove picchia la gente in cambio di soldi, riuscendo a batterlo nella sfida e prendendo il suo posto. In seguito verrà sconfitto dalla madre di Brak.
- Blob alieni.

Degli alieni in fila per il banco di Butchy.
- Spoony.

Un mestolo di legno parlante antropomorfo, proveniente da Alpha 7. Appare da Brak durante la notte, offrendosi inutilmente di aiutarlo a preparare dei buoni pasti. Più tardi rivela di essere la vecchia mascotte di un'azienda fuori produzione di prodotti alimentari per bambini.
- Wunderburd, voce originale di Jon Kohler.

Wunderburd, anche noto come Geoffrey, è un uccello giallo parlante che parla con un accento francese. Viene mangiato da Zorak, tuttavia riappare successivamente illeso.
- Luther.

Luther è una vongola in grado di esprimersi esclusivamente attraverso dei versi. Dopo essere stato espulso da scuola, è scappato cercando l'aiuto di Brak a casa sua. In seguito chiede le chiavi della macchina della Mamma di Brak.
- Galrog, voce originale di Dave Roberts.

Il presidente dell'Associazione di vicinanza. È un mostro conquistatore di galassie fino a quando Thundercleese non è giunto per fermarlo. Il padre di Brak si è scagliato contro di lui come candidato presidenziale, perdendo nel tentativo.
- Gestore del negozio di dischi, voce originale di MC Chris.

Il gestore di un negozio di dischi.
- Prime Cut, voce originale di Cee Lo Green.

Prime Cut Miggity-Mo' Macdaddy Gizzabang Doggy Dog Dog è un noto rapper alieno. Viene sconfitto da Brak e suo padre.
- Petroleum Joe, voce originale di "Weird Al" Yankovic.

Petroleum Joe è una creatura solitaria composta interamente da petrolio. Caratterizzato da un colore brunastro, indossa un cappello blu come unico indumento e gli piace bere, andare alle feste, giocare a carte e guardare donne nude. È molto suscettibile ed edonista e si dispera facilmente. Ha vissuto circa 10 anni nello stomaco di un verme gigante.
- Moltar, voce originale di C. Martin Croker.

Originariamente uno dei nemici del supereroe Space Ghost.
- Ron Jaworski e Jim Plunkett, voci originali di Ron Jaworski e Jim Plunkett.

Due noti giocatori di football americano.
- Pepper, voce originale di Jim Vann.

Un membro della nave madre che ogni 1000 anni torna per catturare una creatura da cuocere. Usciva con Zorak, mentre quest'ultimo pensava che fosse una femmina nonché sua amante; tuttavia si rivela essere maschio e che ha moglie e figli. Afferma di aver frequentato Zorak come sperimentazione, oltre al fatto che si sentiva solo quando viaggiava sulla nave madre.
- Franklin, Rhonda e Winston, voci originali di Dave Willis (Rhonda e Winston).

Una famiglia di alieni che si è trasferita nella casa di Brak.
- Formiche aliene, voci originali di Matt Maiellaro e Dave Willis.

Due formiche aliene giganti che hanno invaso un parcheggio.
- Scoiattolo, voce originale di Lewis Black.

Uno scoiattolo parlante che in un'occasione disse a Brak di uccidere Zorak.
- George Martinez, voce originale di Dave Willis.

Un agente segreto.
- Detective.

Un detective che sta investigando su George Martinez e il suo coinvolgimento con il padre di Brak.
- Poliziotto alieno, voce originale di Dave Roberts.

Un poliziotto alieno con tre occhi.
- Brain Slug, voce originale di Lewis Black.

Una lumaca aliena con un grande cervello.
- Bitin' Larry, voce originale di Matt McElhannon.

Un redneck che ha rubato i poteri del padre di Brak.
- Mr. Kiori, voce originale di George Takei.

Il rappresentante della Risia Profit Corporation che vende diversi prodotti.
- Grant Gainway, voce originale di Ned Hastings.

Il figlio di Drake Gainway (che si rivela essere Dad). È anche il fratellastro di Brak, Mom e Zorak.
- Generositus.

Il Dio della generosità. Esaudisce i desideri delle persone.
- Ruby.

La moglie di Generositus. È stata trasformata in un gatto sanguinante da una donna anziana. È diventata di nuovo umana quando Clarence ha avuto un rapporto sessuale con lei.
- Corvo parlante, voce originale di C. Martin Croker.

Un corvo parlante che vive nello spazio.